# ایوان اوبرادوویچ
ایوان اوبرادوویچ (سیریلیک صربی: Иван Обрадовић؛ زادهٔ ۲۵ ژوئیهٔ ۱۹۸۸) یک بازیکن فوتبال اهل صربستان است.

## تیم ملی
وی همچنین در تیم ملی فوتبال صربستان بازی کرده است.